# Joan Rivers
Joan Rivers, nome artístico de Joan Alexandra Molinsky (Nova Iorque, 8 de junho de 1933 — Nova Iorque, 4 de setembro de 2014), foi uma atriz, comediante e apresentadora de televisão estadunidense. Rivers era conhecida por seus maneirismos ríspidos e por sua voz rouca com forte sotaque nova-iorquino.
Frequentou a Connecticut College entre 1950 e 1952, e graduou-se na Barnard College em 1954 com um título de Bacharel em Artes;  ela foi membro da Phi Beta Kappa.

## Carreira
Sua longa carreira de mais de cinco décadas a tornou uma das lendas da comédia americana, sendo conhecida como a "A rainha da comédia americana". Foi também uma das primeiras mulheres a fazer Stand up comedy no mundo e tem uma estrela na calçada da fama em Hollywood. Joan Rivers usualmente realizava a cobertura do Red Carpet do Oscar. Rivers apresentava o programa Fashion Police, exibido pelo canal de televisão E! Entertainment Television, incluindo no Brasil e em Portugal, até sua morte.
A atriz era conhecida também por ter relatado que teria se submetido a 734 cirurgias plásticas. Seu estilo cômico quase sempre envolve sua capacidade de satirizar a si própria e outras celebridades de Hollywood.

## Vida pessoal
Nascida Joan Alexandra Molinsky no bairro do Brooklyn, Nova Iorque, era filha de imigrantes judeus russos, Beatrice Grushman (1906–1975) e Meyer C. Molinsky (1900–1985).
Rivers morreu em 4 de setembro de 2014 após complicações de uma cirurgia nas cordas vocais em uma clínica no Upper East Side de Manhattan.

## Filmografia

### Cinema
- 1965: Once Upon a Coffee House;
- 1968: The Swimmer de Frank Perry;
- 1984: The Muppets Take Manhattan de Frank Oz: Eileen;
- 1987: Spaceballs (voz);
- 2000: The Intern: Dolly Bellows;
- 2004: Shrek 2: Ela mesma (voz);

- 2011: The Smurfs;
- 2013: Iron Man 3.

### Séries de televisão
- 2004 - 2005: Nip/Tuck: Ela mesma
- 2008 - 2009: Spaceballs: Dot Matrix (voz - 11 episódios)
- 2011: Louie: elle-même
- 2011: The Simpsons: Annie Dubinsky (voz)
- 2012: Drop Dead Diva: Ela mesma (#4.9)
- 2012: Hot in Cleveland: Anka

### Telefilme
- 2014: Mostly Ghostly: Have You Met My Ghoulfriend: Mami Doyle